# Chazz Palminteri
Calogero Lorenzo "Chazz" Palminteri (født 15. maj 1952) er en amerikansk skuespiller og manuskriptforfatter, bedst kendt for sin roller som mafiatyper, bl.a. i A Bronx Tale, som han selv skrev og baserede delvist på sin egen barndom. Palminteri blev i 1995 nomineret til en Oscar for bedste mandlige birolle for sin medvirken i Bullets Over Broadway (1994), men tabte til Martin Landau for dennes rolle i Ed Wood.

## Filmografi i udvalg
- A Bronx Tale (1993)
- Bullets Over Broadway (1994)
- The Usual Suspects (1995)
- Mulholland Falls (1996)
- A Night at the Roxbury (1998)
- Analyze This (1998)
- Stuart Little (1999)
- Little Man (2006)